# Daniele Molmenti
Daniele Molmenti, född den 1 augusti 1984 i Pordenone, Italien, är en italiensk kanotist.
Han tog OS-guld i K-1 i slalom i samband med de olympiska kanottävlingarna 2012 i London.